# Honória
A Honória a Honóriusz férfinév női párja.

## Rokon nevek
- Honóra:[1] a Honória és a Honoráta rövidülése.[2]
- Honorina:[1] a Honória továbbképzése.[2]

## Névnapok
Honória, Honora, Honorina
- szeptember 10.[2]
- szeptember 30.[2]

## Híres Honóriák, Honórák, Honorinák
- Justa Grata Honoria római hercegnő